# 吉姆·迪茨
吉姆·迪茨（英語：Jim Dietz，1949年1月12日—），美国男子赛艇运动员。他曾代表美国参加1967年、1975年、1979年和1983年泛美运动会赛艇比赛，获得一枚金牌、二枚银牌和一枚铜牌。他也曾参加1972年和1976年夏季奥运会。